# Požaha

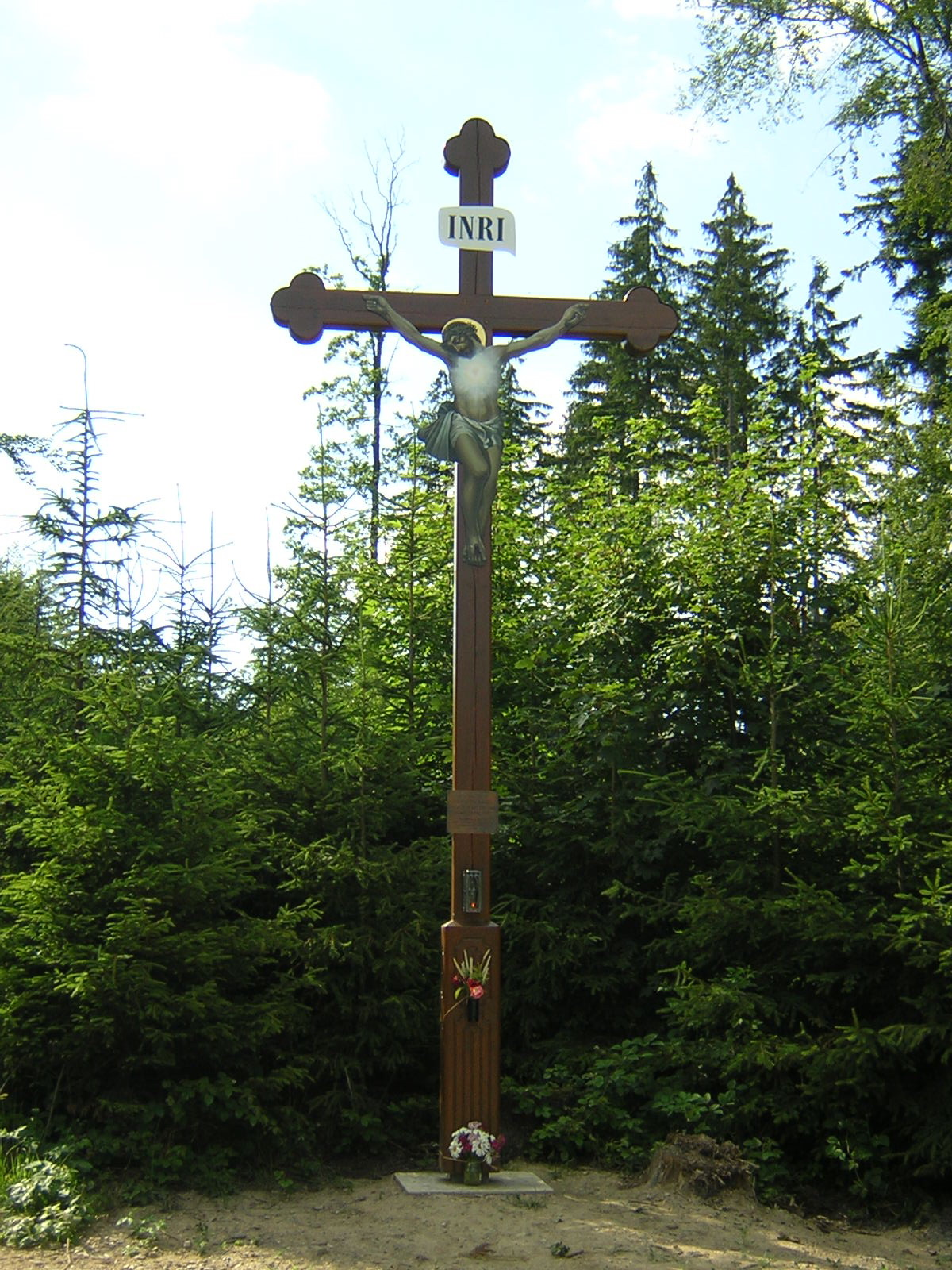
Kreuz am Abzweig nach Leskovec

Požaha (deutsch Waldheim, auch Kolonie bzw. Poschaha) ist eine Grundsiedlungseinheit der Stadt Bílovec in Tschechien. Sie liegt sieben Kilometer nordwestlich von Bílovec und gehört zum Okres Nový Jičín.

## Geographie
Die Siedlung Požaha erstreckt sich auf der Anhöhe Kaptur (Kapiturberg) in der Vítkovská vrchovina (Wigstadtler Bergland). Gegen Westen liegt das Tal der Gručovka (Lucker Bach), östlich das der Bílovka (Wagbach). Nördlich erheben sich die Kozí hrby (488 m n.m.), im Nordwesten nordwestlich die Příčnice (506 m n.m.). Požaha liegt im Naturpark Oderské vrchy.
Nachbarorte sind Skřipov und Hrabství im Norden, Vilémův Důl und Ohrada im Nordosten, Stará Ves im Osten, Bravinné im Südosten, Horní Nový Dvůr und Lukavec im Süden, Vrchy und Jančí im Südwesten, Gručovice im Westen sowie Březová und Leskovec im Nordwesten.

## Geschichte
Die erste urkundliche Erwähnung des zum Rittergut Lukavec gehörigen Dorfes Poscheha erfolgte 1377 im Zuge der Teilung des Herzogtums Troppau. Im 15. Jahrhundert erlosch das Dorf. Als die Brüder Jan und Jiří Nedvík von Jakubčovice 1513 das Gut Lukavec an den Propst Cyril vom Augustiner-Chorherrenstift Fulnek verkauften, wurde Požahy als ein zugehöriges wüstes Dorf aufgeführt.
Nach der Aufhebung des Augustinerstiftes entstand zum Ende des 18. Jahrhunderts auf den Fluren der Wüstung eine Häusergruppe. Der überwiegende Teil der Siedlung lag in der Gemarkung Altstadt; die nördlichen Häuser in den Gemarkungen Skripp und Luck. Die Kolonie wurde anfänglich als Poczay bezeichnet. Im Laufe des 19. Jahrhunderts erfolgte der Ausbau des Altstädter Anteils zu einer mit Ulička bezeichneten Häusergasse.
Nach der Aufhebung der Patrimonialherrschaften gehörte die Kolonie ab 1849 anteilig zu den Gemeinden Altstadt, Luck und Skripp im Gerichtsbezirk Wagstadt. Ab 1869 wurde sie Teil des Bezirkes Troppau. Seit 1894 wurde für den Skripper Anteil der Ortsname Poschaha / Požaha, volkstümlich aber Požahy verwendet. Im Jahre 1896 wurde die Kolonie dem neu gebildeten Bezirk Wagstadt zugeordnet. 1906 entstand in Kolonie eine Filiale der Altstädter Volksschule, zu der auch die Kinder aus der Brawiner Kolonie Ober-Neuhof eingeschult wurden. Beim Zensus von 1921 bestand die Kolonie aus 22 Häusern, davon 17 in der Kolonie Altstadt, drei in Poschaha und zwei in Kolonie Luck. 1925 erfolgte die Eröffnung einer staatlichen tschechischen Minderheitsvolksschule Požaha in angemieteten Räumen in Kolonie Altstadt, obwohl sämtliche Einwohner der Kolonie deutschsprachig waren – unterrichtet wurden vier Kinder gemischtsprachiger Familien aus Ober-Neuhof. Nachdem am 4. Dezember 1929 in Kolonie Altstadt noch eine tschechische staatliche Minderheitsbürgerschule eröffnet wurden war, zu der die Schüler aus Hrabstwie, Jakubschowitz, Markersdorf, Skripp und Wischkowitz angefahren wurden, bestanden in der Kolonie drei Schulen. 1930 bestand Waldheim / Požaha aus 23 Häusern. In der tschechischen Bürgerschule wurden im Schuljahr 1930/31 59 Kinder unterrichtet.
Aus Mitteln der Matice opavské wurde 1936 ein Schulhaus für die beiden tschechischen Schulen errichtet. Nach dem Münchner Abkommen wurde das Dorf 1938 dem Deutschen Reich zugesprochen und gehörte bis 1945 zum Landkreis Wagstadt. Die tschechische Volks- und Bürgerschule wurde noch 1938 geschlossen; das Schulhaus wurde später als Waisenhaus genutzt. Nach dem Ende des Zweiten Weltkrieges kam Požaha zur Tschechoslowakei zurück. Die deutschsprachige Bevölkerung wurde 1945/46 zum größten Teil vertrieben. 1950 erfolgte die Gründung des Staatsgutes Požaha. Bei der Gebietsreform von 1960 wurde der Okres Bílovec aufgehoben und Požaha in den Okres Nový Jičín eingegliedert. Das Staatsgut Požaha wurde 1966 mit dem Staatsgut Bílovec und dem JZD Stará Ves in den Großmastverbund Velkovýkrmny Bílovec eingegliedert.
1976 wurde Požaha zusammen mit Stará Ves u Bílovce nach Bílovec eingemeindet.

## Ortsgliederung
Die Grundsiedlungseinheit Požaha ist Teil des Ortsteils Stará Ves und des Katastralbezirks Stará Ves u Bílovce.
Teile von Požaha gehören zu Skřipov und Fulnek (Ortsteil Lukavec).

## Sehenswürdigkeiten
- Hölzernes Wegkreuz am Abzweig der Straße nach Leskovec